# 祖特梅尔
祖特梅尔（荷蘭語：Zoetermeer，荷蘭語：[ˌzutərˈmeːr] ⓘ）是荷兰南荷兰省的一个市镇，人口约12万（2007年）。
祖特梅尔是南荷兰省仅次于鹿特丹和海牙的第三大城市。

## 姐妹城市和友好城市
- 斯洛伐克 尼特拉
- 尼加拉瓜 希諾特加
- 中国 廈門市